# Astragalus charguschanus
Astragalus charguschanus är en ärtväxtart som beskrevs av Josef Franz Freyn. Astragalus charguschanus ingår i släktet vedlar, och familjen ärtväxter. Inga underarter finns listade i Catalogue of Life.